# もうすぐ死にます
もうすぐ死にます（朝鮮語: 이재, 곧 죽습니다、英語: Death's Game）は、は、2023年12月15日から2024年1月5日までTVINGで配信された韓国のテレビドラマ。絶望した人生に明け暮れた男性が死を軽んじた罰のために、12回の転生と死を繰り返していくファンタジーヒューマンサスペンス。日本ではAmazon Prime Videoで配信されている。

## あらすじ
チェ・イジェ（ソ・イングク）は、大学卒業から数年経った現在も放浪の身。大学時代からの恋人で作家のキム・ヒョンス（コ・ユンジョン）に別れを告げ、最後の機会として受けたテガングループの面接も落第し、生きる気力も失ったイジェは遺書を残し、自殺を図った。しかし、目覚めたイジェの隣には死（パク・ソダム）という女性の姿をした存在が立っていた。死を軽んじてはいけないと叱り、罰として12回、別の人間として転生しろという課題をイジェに与える。最初に転生したのはテガングループの御曹司パク・ジンテ（チェ・シウォン）だった。富裕層としての地位に希望を抱くが、直ぐに飛行機事故で死亡。2人目の転生者はエクストリームスポーツ選手のソン・ジェソプ（ソンフン）。スカイダイビングの挑戦中に地面に転落死を遂げた。イジェは様々な人物に転生していくうちに遺族の悲しみに直面していく。

## キャスト

### 主要人物
- チェ・イジェ：ソ・イングク

7年間も就活生活を送る30歳男性。幼少期は貧しい母子家庭で生まれ育った。大学時代からの恋人に別れを告げ、生きる気力を無くして自殺を図るが、死から12回の転生を命じられる。
- 死：パク・ソダム

死神でも天使でもない、イジェに12回の転生の罰を与える謎の存在。

### イジェの転生人物
- パク・ジンテ：チェ・シウォン

最初のイジェの転生者。テガングループの御曹司。
- ソン・ジェソプ：ソンフン

2回目のイジェの転生者。エクストリームスポーツ選手。
- クォン・ヒョクス：キム・ガンフン

3回目のイジェの転生者。いじめられっ子の17歳の高校生。
- イ・ジュフン：チャン・スンジョ

4回目のイジェの転生者。闇のフィクサー。
- チョ・テサン：イ・ジェウク

5回目のイジェの転生者。テコンドー選手だったが、濡れ衣を着せられる。
- チャン・ゴンウ：イ・ドヒョン

7回目のイジェの転生者。広告モデル。ジスと再会を果たす。
- チョン・ギュチョル：キム・ジェウク

8回目のイジェの転生者。天才画家だが、裏の顔は殺人鬼。
- アン・ジヒョン：オ・ジョンセ

9回目のイジェの転生者。警察官志望だった刑事。
- ホームレス：キム・ウォネ

10回目のウォネの転生者。

### その他の人物
- パク・テウ：キム・ジフン

テガングループCEOでジンテの兄。表は清廉潔白な御曹司を演じているが、恐ろしい本性を持つ。
- イ・ジス：コ・ユンジョン

イジェの大学時代からの恋人で小説家。イジェの死後は悲しむ日々を送っていたが、ゴンウに転生したイジェと再会。
- イジェの母：キム・ミギョン

夫を早くに亡くし、女手一つでイジェを育ててきた。イジェの幸せを誰よりも案じていた。
- キム・ヒョンス：キム・ソンチョル

イジェの親友。投資を持ちかけ、イジェの資産を騙し取る。

## スタッフ
- 脚本・演出：ハ・ビョンフン
- 音楽：パク・ソンイル
- 企画：SLL、スタジオN、サラムエンターテイメント